# ولفگانگ گرهارت
ولفگانگ گرهارت (انگلیسی: Wolfgang Gerhardt) (زادهٔ ۳۱ دسامبر ۱۹۴۳ – درگذشتهٔ ۱۳ سپتامبر ۲۰۲۴) یک سیاست‌مدار اهل آلمان بود.
گرهارت در ۱۳ سپتامبر ۲۰۲۴، در سن ۸۰ سالگی درگذشت.